# اریکا بریکر
اریکا بریکر (به انگلیسی: Erika Bricker) (زادهٔ ۲۳ مهٔ ۱۹۴۹) شناگر اهل ایالات متحده آمریکا است.